# Kerk van Scheemda
De Hervormde Kerk van Scheemda (ook wel Scheemder Kerk genoemd) in het Nederlandse Oost-Groningen werd volgens een tekstband op de orgeltribune in 1515 gebouwd, nadat het dorp Scheemda vanwege het oprukkende water van de Dollard was verplaatst. De fundamenten van de voorgaande 13e-eeuwse kerk en toren liggen bij de rijksweg A7 en werden in 1988 en 1989 blootgelegd. Deze vroegere locatie van de kerk staat bekend als het 'Ol Kerkhof'. De kerk was gewijd aan de heilige Bartholomeus.
De kerk is sinds 2001 eigendom van de Stichting Oude Groninger Kerken, samen met de beklemde eigendom van zeventien percelen grond die tot het kerkbezit behoorden. Maandelijks is er een dienst van de Vereniging van Vrijzinnige Protestanten, afdeling Winschoten/Scheemda.

## Beschrijving
Het is een zaalkerk met een driezijdige koorsluiting. De kerktoren is vrijstaand. In de noordwand is een dichtgemaakte ingang te herkennen. Daarnaast bevindt zich een traptoren, die toegang verschaft tot de gewelven. Boven de ingang werd in 1888 een venster "in oude stijl" aangebracht, met daarin het beeld van een Bijbellezende vrouw: een allegorie op het geloof. De top van de toren met trapgevels en zeskantige opengewerkte torenspits is sterk gewijzigd bij de restauratie van 1887 in 'romantische' stijl. De benedenruimte van de toren heeft een gerestaureerd koepelgewelf. 
In de kerk ligt een rode zandstenen grafsteen, die is gemaakt van de deksteen van een middeleeuwse sarcofaag.

## Orgels
Het huidige orgel met twee manualen en een aangehangen pedaal werd in 1874 voor een bedrag van 3000 gulden gemaakt door orgelbouwer Roelf Meijer uit Veendam. Het is in 1982 en 1992 door Mense Ruiter gerestaureerd en verbouwd en heeft sindsdien zestien registers. 
Het orgel uit 1874 diende als vervanger van het oude orgel uit 1526, dat is gemaakt door de orgelbouwer Johan Molner uit Emden, bekend als magister Johannis Emedenus of Emedensis. Van dit instrument ging het binnenwerk verloren, maar de door een anonieme Duitse of Nederlandse kunstenaar rijk beschilderde eikenhouten orgelkas werd in 1874 door de Hervormde Kerkvoogdij voor 400 gulden verkocht aan J. Verwer te Leeuwarden. Hij verkocht de kas in 1896 door aan het Rijksmuseum Amsterdam, waar deze zich sindsdien bevindt, met loos pijpwerk.

## Fotogalerij

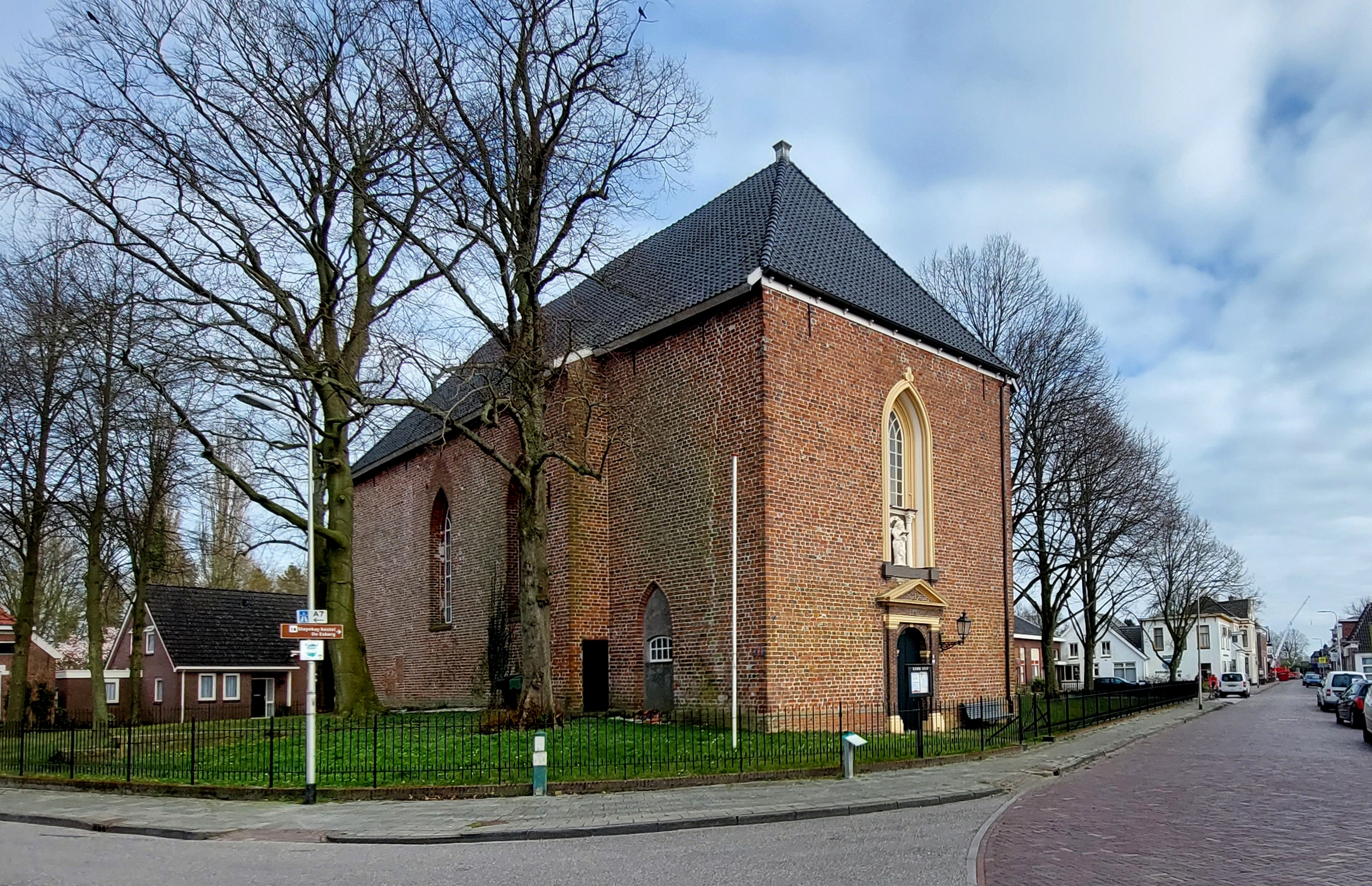
Kerkgebouw
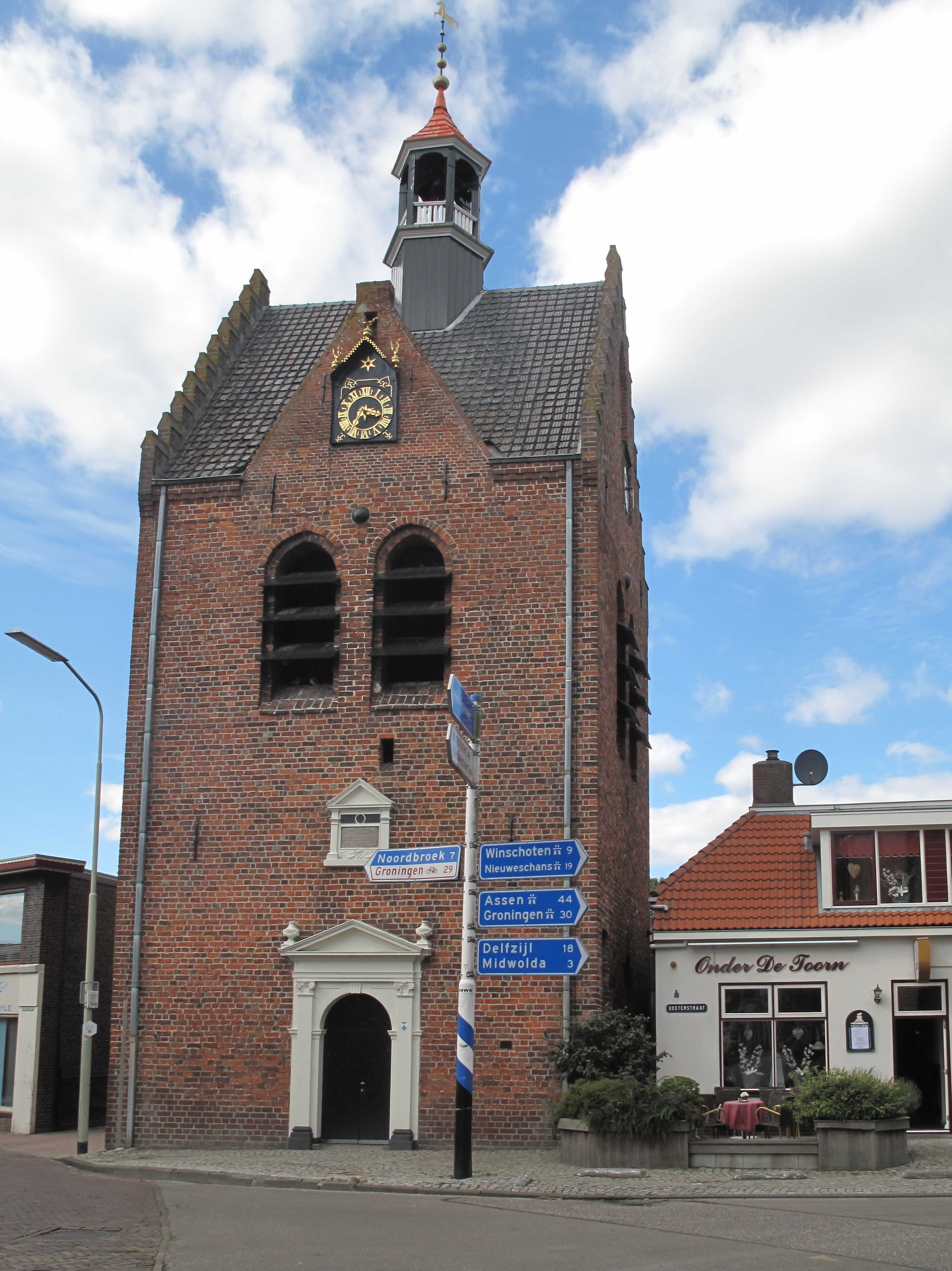
Vrijstaande kerktoren
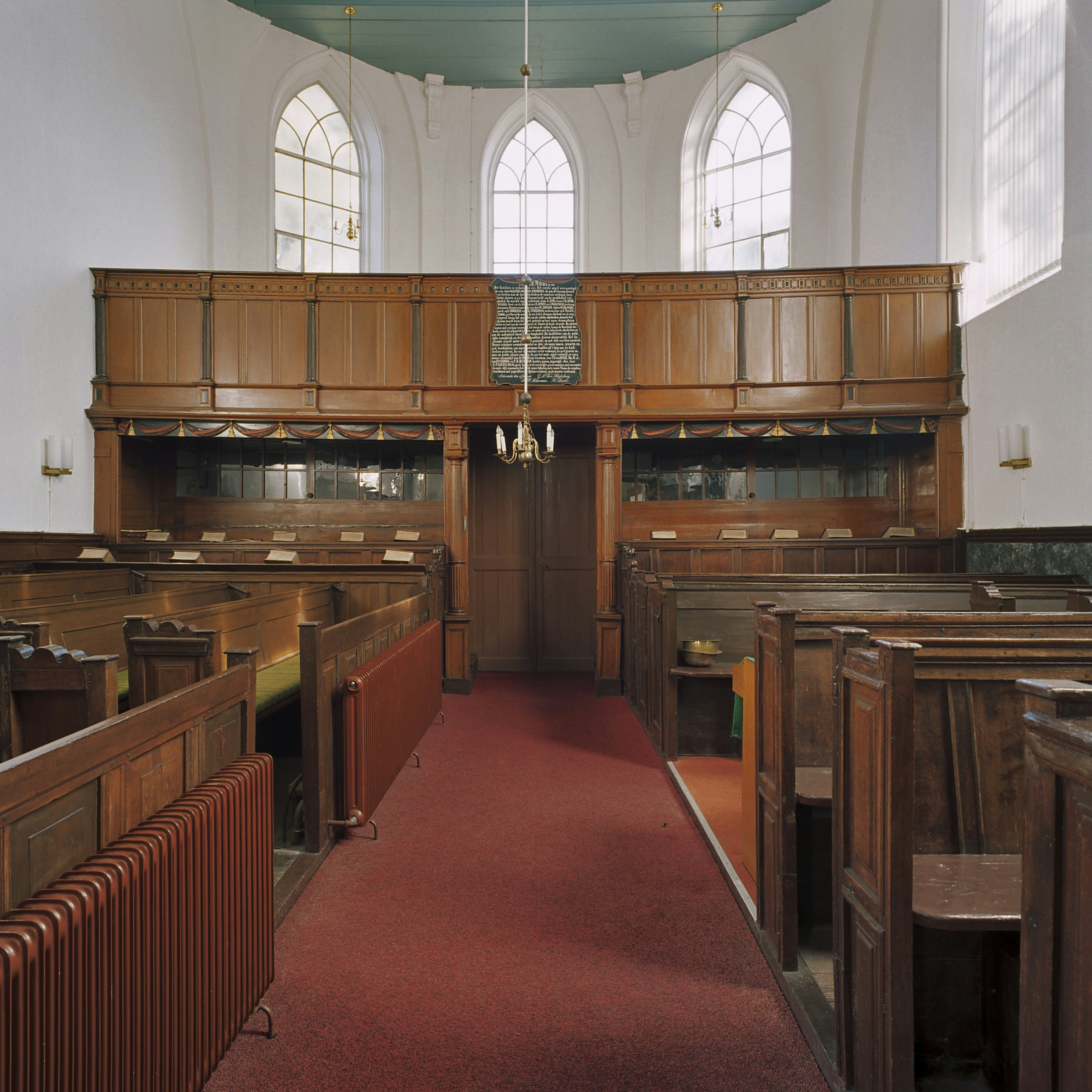
Interieur
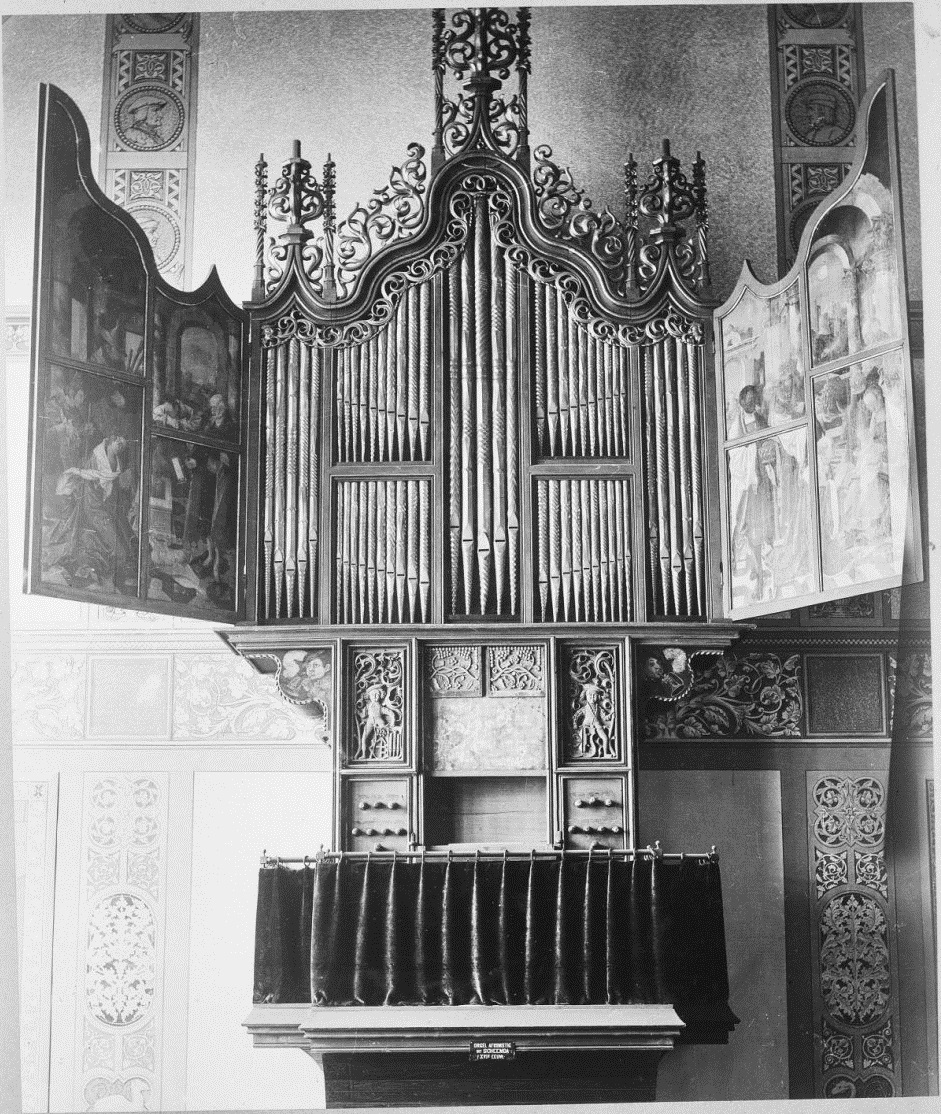
Orgelkas uit 1526 in het Rijksmuseum Amsterdam
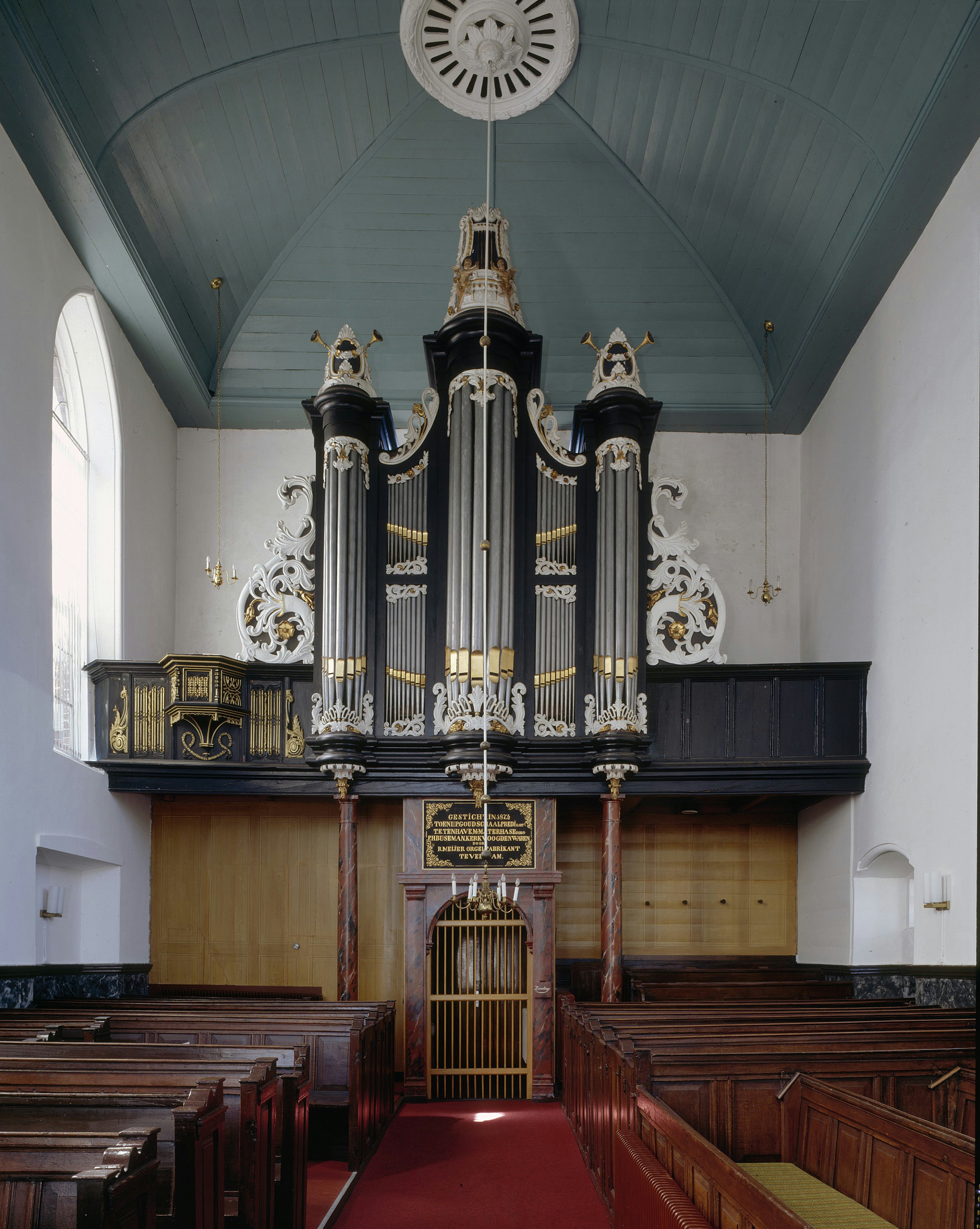
Roelf Meijer-orgel uit 1874
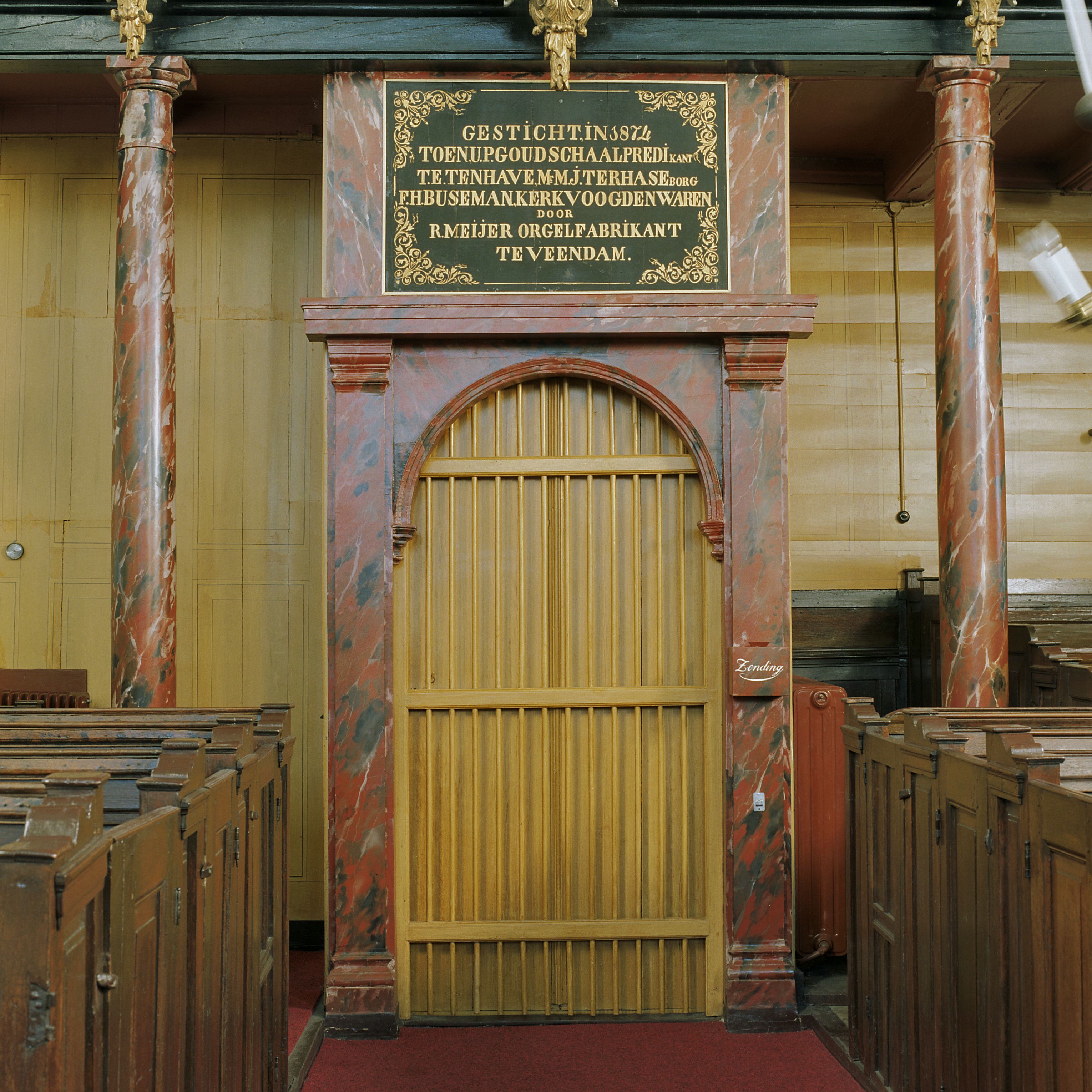
Deur en tekstbord onder het oksaal